# اندیس سنگ تزئینی لوشتر
سنگ تزئینی لوشتر یک اندیس مصالح ساختمانی است که در حوالی شهر اردل استان چهارمحال و بختیاری قرار دارد و مادهٔ معدنی موجود در آن، سنگ تزئینی است.سنگ میزبان این اندیس الیگومیوسن است  